# Gambettola
Gambettola – miejscowość i gmina we Włoszech, w regionie Emilia-Romania, w prowincji Forlì-Cesena.
Według danych na rok 2004 gminę zamieszkiwało 9416 osób, 1 345,1 os./km².